# Meadowlands Arena
La Meadowlands Arena (precedentemente chiamata Brendan Byrne Arena, Continental Airlines Arena e Izod Center) è un palazzetto polivalente situato nel Meadowlands Sports Complex a East Rutherford (New Jersey). Ha ospitato le gare interne dei New Jersey Nets della NBA dal 1981 al 2012, i match dei New Jersey Devils della NHL fino al 2007 e le partite di basket dei Seton Hall Pirates, squadra della Seton Hall University. È stato chiuso nel 2015.

## Storia
La costruzione dell'arena iniziò nel 1977 e venne inaugurata il 2 luglio 1981, con una serie di sei concerti del cantante del New Jersey Bruce Springsteen. Nonostante fosse originariamente intitolata a Brendan Byrne, all'epoca governatore dello stato, l'arena venne ribattezzata informalmente Meadowlands Arena.
Il 30 ottobre 1981, i Nets giocarono la loro prima partita all'arena, perdendo contro i New York Knicks 103-99. Il 31 gennaio 1982, l'arena ospitò l'NBA All-Star Game. I Devils fecero il loro debutto all'arena il 5 ottobre 1982, pareggiando 3-3 contro i Pittsburgh Penguins. L'ultima partita giocata dai Devils è la sconfitta per 3-2 contro gli Ottawa Senators del 5 maggio 2007, prima dello spostamento della franchigia a Newark.
Altre squadre hanno giocato le loro partite casalinghe all'Izod Center, come i New Jersey Rockets della Major Soccer League, i New Jersey Rockin Rollers della Roller Hockey International, i New Jersey Red Dogs / Gladiators dell'Arena Football League; inoltre due differenti squadre della National Lacrosse League: i New Jersey Saints nel periodo 1987-1988, e i New Jersey Storm nel 2002-2003. I New York Cosmos inoltre utilizzavano l'arena per giocare partite di calcio indoor.
L'arena ha ospitato 3 edizioni di World Wrestling Entertainment SummerSlam: nel 1989, 1997 e 2007. Inoltre è stata sede di diversi episodi di WWE Raw e SmackDown!.
L'impianto è spesso stato utilizzato per concerti, essendo anche stato progettato con una particolare attenzione all'acustica. È Bruce Springsteen ad aver suonato più volte all'arena: i suoi concerti includono una serie di 10 serate "tutto esaurito" nel 1984, 11 serate nel 1992 e 15 serate altrettanto "esaurite" nel 1999.
Anche il leggendario Frank Sinatra si esibì in diverse occasioni, soprattutto nella seconda metà degli anni '80. Tra l'11 e il 12 dicembre 1990 tenne anche 2 concerti con i quali festeggiava i 75 anni.

## Diritti di denominazione
Il 4 gennaio 1996, il New Jersey Sports and Exposition Authority annunciò un accordo per i diritti di denominazione con la Continental Airlines della durata di 12 anni.
Nell'ottobre 2007 l'arena venne rinominata Izod Center dopo l'accordo con l'azienda di abbigliamento Izod per una durata di 5 anni.

## Critiche e chiusura
L'impianto occupava spesso gli ultimi posti nei sondaggi di gradimento sulla qualità delle arene, tanto da essere classificato nel 2005 dal quotidiano USA Today come la peggiore arena NBA. I giocatori di hockey avevano spesso criticato la scarsa qualità del ghiaccio, dovuta alla difficoltà di convertire la superficie di gioco dal legno per il basket al ghiaccio appunto, spesso a causa di due partite professionistiche in programma lo stesso giorno.
Tuttavia, l'arena era spesso apprezzata per i concerti, data la buona visuale e acustica.
Il futuro dell'arena restò dubbio, dopo la decisione dei Devils di spostarsi al Prudential Center di Newark e dopo il trasferimento dei Nets al Barclays Center di Brooklyn, diventando così i Brooklyn Nets. Inoltre, a East Rutherford è stato costruito un nuovo stadio per i Jets e i Giants chiamato MetLife Stadium, e un nuovo centro di shopping e intrattenimento chiamato American Dream Meadowlands.
Il 15 gennaio 2015, su sollecito del governatore dello stato Chris Christie, la New Jersey Sports and Exposition Authority (NJSEA) votò per chiudere la struttura. Gli eventi futuri che erano originariamente in programma vennero spostati al Prudential Center. Sebbene la chiusura dell'arena fosse originariamente prevista entro la fine di gennaio 2015, l'ultimo evento svolto fu lo spettacolo circense Ringling Bros. e Barnum & Bailey Circus nel marzo 2015.